# CanvasX
Canvas X是 Canvas GFX 的一款用于个人计算机的绘图、成像和发布计算机程序。

## 发展
Canvas GFX 的起源于 1986 年。 最初的想法来自于佛罗里达州迈阿密 Deneba Systems Inc. 的创始人 Jorge Miranda、Manuel Menendez 和 Joaquin DeSoto，他们都参与过Apple的Macintosh电脑设计。这些成为掀起桌面出版革命的程序浪潮的重要部分。 
第一个版本在各个方面体现了独一无二性。最明显的体现是它既可以作为应用程序，又可以作为桌面配件发布。在第二种形式中，它可以与另一个程序（例如 PageMaker）并行使用，使得在单程序操作的时候非常方便。   
Canvas 提供了用于创建和编辑矢量和光栅图形的工具，  用于印刷和万维网格式的插图、页面布局、动画、演示文稿和出版物。
从一开始，Canvas 就与其他图形应用程序不同，因为它结合了矢量图形（线条艺术）和光栅图像（基于照片和其他像素）的工具和文件格式  ，还有添加了文字处理和页面布局功能，例如作为后续版本中的多页文档和母版页。 用户在窗口中工作，这是许多 DTP 和矢量图形程序使用的熟悉的“粘贴板上的页面”模拟，但在该窗口中，可能是单个插图页或多页杂志、书籍的一页、网站、动画或演示文稿，用户可以创建或编辑和布局文本、矢量图形和光栅图像。 Canvas除了艺术插画功能外，还强调了技术绘图。
在 3.5 版中，Deneba 实现了跨平台，  发布了一个与 Macintosh 和Windows计算机文件格式兼容的版本。针对这两个平台，版本 5 中Canvas 进行了完全重写，其中包含一个基于 QuickDraw 3D 的调色板，主要是用于创建 3D 基元和渲染。 该软件的第 7 版使用了内部挤出引擎，而不是 QuickDraw 3D。 
在版本 8 中，这是第一个复杂的图形程序，它将被“ Carbonized ” 运行在Classic和 Mac OS X 上
2003 年 4 月，Deneba Systems 被加拿大不列颠哥伦比亚省维多利亚市的 ACD Systems 收购，该公司是ACDSee等 Windows 图像编辑和处理软件的开发商， 在版本 9 发布之前。在 ACD Systems of America 的支持下，Canvas 的开发工作在迈阿密继续进行。后来在2017 年，它被分拆为 Canvas GFX。 
之后，Canvas 11 的推出导致了放弃了对 Macintosh 平台的支持，这让该应用程序仅适用于 Windows。 
Canvas 有标准版和扩展版。曾经可选的科学成像模块现已集成到 Canvas 中，并为科学和工程可视化中常用的文件格式提供增强的输入输出过滤器。地理信息系统(GIS) 模块提供用于绘图和基于 GIS 的数据分析的工具。 
在仅适用于 Windows 的 Canvas X 16 发布之后，紧接着Mac 版 Canvas Draw 也成功发布。这让在长达十年的中断之后，恢复了对 Macintosh 的支持（尽管与 Windows 版本的路线图不同）。
虽然 Canvas 最初是作为一般图形/DTP 市场中的产消者程序，但是仍然是图形设计、广告、营销和 DTP 等领域的许多专业人士的第一个（甚至是唯一）工具。尽管如此，它在消费者中也是鲜为人知的。当今的 /prosumer 市场要优于大公司销售的程序（例如 Adobe Illustrator、Photoshop 和 CorelDRAW）。它在学术界和商业企业中更为人所知。
工程师使用 Canvas 软件来记录和共享复杂的对象和系统。一些公司也将使用 Canvas 作为其文档工作流程的一个组成部分，例如航空航天、国防和制造市场的一些最大的公司。 Canvas 完全致力于继续开发我们的产品线，目的是满足主要客户不断变化的需求。 Canvas 起源于技术插图，正在开发解决方案，从而满足快速新兴的产品生命周期管理 (PLM) 领域的需求。下一代产品将允许设计人员与供应商、客户和其他内部团队就技术文档进行协作，进行整合 2D 和 3D 元素，使整个工作流程简单易用，同时所有这些都通过SaaS提供 -基础产品。 

## 版本历史
Canvas 公开版本的版本： 
- Canvas 1.0 (Macintosh) – 1987 [14] [2]
- Canvas 2.0 (Macintosh) – 1989 [15]
- Canvas 3.0 (Macintosh) – 1991 [16]
- Canvas 3.5（Macintosh 和 Windows）- 1992
- Canvas 5（Macintosh 和 Windows） – 1996 [17]
- Canvas 6（Macintosh 和 Windows） – 1998 [18]
- Canvas 7（Macintosh 和 Windows）- 1999
- Canvas 8（Mac OS 9、Mac OS X 和 Windows） – 2001 [8] [9]
- Canvas 9（Mac OS X 和 Windows） – 2003
- Canvas X（Mac OS X 和 Windows） – 2005
- Canvas 11 (Windows Vista) – 2007
- Canvas 12（Windows XP、Vista、7）- 2010
- Canvas 14（Windows XP、Vista、7、8）
- Canvas 15（Windows XP、Vista、7、8）- 2013 年 11 月 19 日
- Canvas X 16（Windows 7、8、10）- 2014 年 11 月
- Canvas Draw 1.0（OS X 10.9、10.10）- 2015 年 8 月
- Canvas Draw 2.0（OS X 10.9、10.10、10.11）- 2015 年 11 月
- Canvas Draw 3.0（OS X 10.10、10.11、macOS 10.12）- 2016 年 6 月
- Canvas X 2017 17.0（Windows 7、8、10）- 2016 年 10 月
- Canvas Draw 4.0（OS X 10.11、macOS 10.12、10.13）- 2017 年 6 月
- Canvas X 2018 18.0（Windows 7、8、10）- 2017 年 12 月
- Canvas Draw 5.0（macOS 10.12、10.13、10.14）- 2018 年 7 月
- Canvas X 2019 19.0（Windows 7、8、10）- 2018 年 11 月
- Canvas Draw 6.0（macOS 10.13、10.14）- 2019 年 6 月
- Canvas X 2020 20.0（Windows 7、8、10）- 2019 年 10 月

1. ↑  Borrell, Jerry. . Macworld (interview). Vol. 9 no. 12. December 1992: 155–167.
2. 1 2  . Macworld (news). Vol. 4 no. 10. October 1987: 173.
3. 1 2  Lu, Cary; Chu, Ellen W. . Microsoft Press. 1988: 168. ISBN 1-55615-110-1.
4. 1 2 3  Kirsh, Laurence. . Macworld. Vol. 5 no. 1. January 1988: 157–158.
5. ↑  . PC World. 31 December 1998. （原始内容存档于19 October 2012）.
6. ↑  Borzo, Jeanette. . InfoWorld. Vol. 14 no. 41. 12 October 1992: 17.
7. 1 2  Ben Long. . MacWorld (IDG). 1 March 2000: 32  [6 July 2012]. （原始内容存档于2021-01-26）.
8. 1 2  Simone, Luisa. . PC Magazine. Vol. 20 no. 18. 30 October 2001: 58.
9. 1 2  . Macworld (news). Vol. 18 no. 12. December 2001: 26.
10. ↑  Schick, Shane. . itbusiness.ca. 8 April 2003  [5 September 2021]. （原始内容存档于2023-08-28）.
11. 1 2 3  Tipler, Simon. . Canvas GFX.   [2018-12-05]. （原始内容存档于6 December 2018） （美国英语）.
12. ↑  . CNet. 2 September 2009  [2023-10-12]. （原始内容存档于2023-08-28）.
13. ↑   (PDF). ACD Systems.   [5 September 2021]. （原始内容存档 (PDF)于2023-03-15）.
14. ↑  . Macworld (news). Vol. 4 no. 8. August 1987: 11. — News mentioning that Deneba Software is about to release Canvas
15. ↑  Romeu, Joost. . Macworld. Vol. 6 no. 4. April 1989: 176–179.
16. ↑  . Macworld (news). Vol. 8 no. 4. April 1991: 101. — Mention in the news that Canvas 3.0 is getting ready to ship.
17. ↑  Heck, Mike. . InfoWorld. Vol. 19 no. 51/52. 22 December 1997: 52D. Canvas 5 (introduced in 1996)
18. ↑  Long, Ben. . Macworld UK. March 1999: 48. — Review of Canvas 6 for Macintosh

## 拓展阅读
- Long, Ben. . Macworld. Vol. 17 no. 3. March 2000: 32–33. — A review of Deneba Canvas 7.0 for Macintosh in Macworld giving a good overview of that release.